# Jan Gorenc
Jan Gorenc, slovenski nogometaš, * 26. julij 1999, Brežice.
Gorenc je profesionalni nogometaš, ki igra na položaju branilca. Od leta 2025 je član slovenskega kluba Olimpija. Ped tem je igral za slovenske klube Krško, Olimpijo, Muro in Brava ter belgijsko Eupena. Skupno je v prvi slovenski ligi odigral več kot 100 tekem in dosegel osem golov. Z Muro je osvojil naslov slovenskega državnega prvaka v sezoni 2020/21 in slovenski pokal leta 2020, z Olimpijo pa slovenski pokal leta 2019. Bil je tudi član slovenske reprezentance do 18, 19 in 21 let.